# Élections législatives de 1956 en Eure-et-Loir
Les élections législatives françaises de 1956 se tiennent le 2 janvier. Ce sont les dernières élections législatives de la Quatrième république, après les élections de novembre 1946 et de juin 1951.

## Mode de scrutin
L'Assemblée nationale est composée de 626 sièges pourvus au scrutin proportionnel plurinominal suivant la règle de la plus forte moyenne dans le cadre départemental, sans panachage.
Le vote préférentiel est admis, en inscrivant un numéro d'ordre en face du nom d'un, de plusieurs ou de tous les candidats de la liste. Mais l'ordre ne pourra être modifié que si au moins la moitié des suffrages portés sur la liste est numéroté. Dans les faits les modifications ne dépasseront jamais les 7%.
La loi électorale du 7 mai 1951, dite loi des apparentements, reste en vigueur. Elle permet à la base une répartition des sièges à la représentation proportionnelle dans le département, mais si des listes « apparentées » avant le déroulement du scrutin obtiennent ensemble une majorité absolue de suffrages exprimés, elles reçoivent directement tous les sièges à pourvoir.
Dans le département d'Eure-et-Loir, quatre députés sont à élire.

## Élus
| Député sortant    | Parti | Parti   | Député élu ou réélu | Parti | Parti   |
| ----------------- | ----- | ------- | ------------------- | ----- | ------- |
| Maurice Viollette |       | Rad-soc | Edmond Desouches    |       | Rad-soc |
| Pierre July       |       | CNIP    | Pierre July         |       | CNIP    |
| Maurice Fredet    |       | CNIP    | Guy Cupfer          |       | Rad-soc |
| François Levacher |       | CNIP    | Maurice Perche      |       | PCF     |

## Résultats

### Résultats à l'échelle du département
- Un apparentement de type Front Républicain est concrétisé entre les listes Rad-soc et SFIO.
- Un autre est conclu en soutien à la majorité sortante, entre les listes CNIP-MRP.
- Un dernier apparentement est conclu entre les trois listes poujadistes.

| Parti    | Parti         | Tête de liste         | Résultats | Résultats | Appar. | Appar. | Sièges |
| Parti    | Parti         | Tête de liste         | Voix      | %         | Voix   | %      | Nb.    |
| -------- | ------------- | --------------------- | --------- | --------- | ------ | ------ | ------ |
|          | Rad-soc       | Edmond Desouches      | 42 304    | 32,01     | 29 512 | 22,33  | 2 1    |
|          | SFIO          | Émile Vivier          | 42 304    | 32,01     | 12 792 | 9,68   | -      |
|          | CNIP          | Pierre July           | 40 032    | 30,29     | 31 018 | 23,47  | 1 2    |
|          | MRP           | Jean-Baptiste Cauchon | 40 032    | 30,29     | 8 984  | 6,80   | -      |
|          | PCF           | Maurice Perche        | 74 169    | 18,61     | -      | -      | 1 1    |
|          | UFF           | Maurice Guignard      | 20 957    | 15,86     | 16 137 | 12,21  | -      |
|          | Déf. int agri | Étienne Rolland       | 20 957    | 15,86     | 3 323  | 2,51   | -      |
|          | Act° civ.     | Louise Monbrial       | 20 957    | 15,86     | 1 497  | 1,13   | -      |
|          | TdC           | Jean-Marie Lefèbvre   | 529       | 0,40      | -      | -      | -      |
|          | PRP           | Marcel Cintrat        | 51        | 0,04      | -      | -      | -      |
|          | G. ind-JR     | Georges Launay        | 0         | 0,00      | -      | -      | -      |
|          | RD            | Maurice Gaba          | 0         | 0,00      | -      | -      | -      |
|          | PRRES         | Paul Boniface         | 0         | 0,00      | -      | -      | -      |
|          | Réf. État     | Paul Fabre            | 0         | 0,00      | -      | -      | -      |
|          |               |                       |           |           |        |        |        |
| Inscrits | Inscrits      | Inscrits              | 162 654   | 100,00    |        |        | 4      |
| Votants  | Votants       | Votants               | 136 069   | 83,66     |        |        |        |
| Exprimés | Exprimés      | Exprimés              | 132 179   | 97,14     |        |        |        |